# Goel

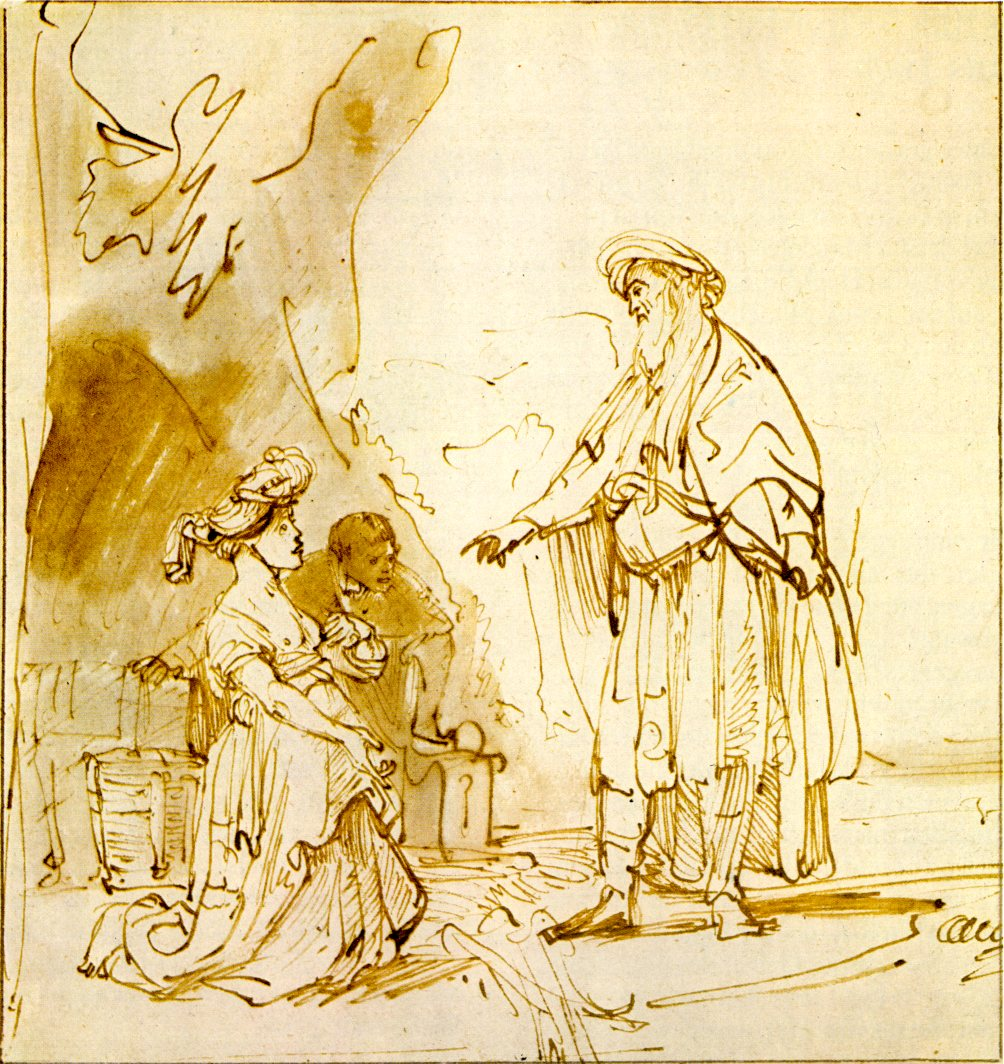
Boaz como Goel para Rute

Goel (O Go’el HaDahm) é um termo hebraico para a palavra ("redimir"), semelhante a "redentor", pelo qual a Bíblia hebraica e a tradição rabínica denotam um parente relativo apto a restaurar os direitos perdidos por uma pessoa próxima. Goel costuma ser usado também em contextos de vingança, geralmente como "vingança de sangue".
No Livro de Isaías, Deus é chamado de Redentor de Israel e, ademais, em Isaías Deus é aquele que redime pessoas cativas em circunstâncias grandiosas. No cristianismo o título Goel é aplicado a Cristo, como redentor que pagou um alto preço pela humanidade.
O Livro de Rute registra um caso literal no qual aplica-se o termo goel para Boaz, que redimiu Rute e Noemi, em um caso de parentela relativa.